# Caer Ibormaith
 (signalé en juin 2025).
Si vous disposez d'ouvrages ou d'articles de référence ou si vous connaissez des sites web de qualité traitant du thème abordé ici, merci de compléter l'article en donnant les références utiles à sa vérifiabilité et en les liant à la section « Notes et références ».
- Archive Wikiwix
- Bing
- Cairn
- DuckDuckGo
- E. Universalis
- Gallica
- Google
- G. Books
- G. News
- G. Scholar
- Persée
- Qwant
- (zh) Baidu
- (ru) Yandex
- (wd) trouver des œuvres sur Wikidata

Pour l’article homonyme, voir l’ancienne commune de Caër, en France.
Dans la mythologie celtique irlandaise, Caer Ibormaith est la fille d’Ethal, un Tuatha Dé Danann, et la déesse des rêves et des prophéties. Le dieu Oengus en tombe amoureux après l’avoir aperçue toutes les nuits en rêve.  Il est sous son charme tellement elle est belle avec sa peau claire, douce comme le velours, ses yeux sombres, son long cou gracieux et ses longs cheveux à la couleur des blés qui tombaient jusqu'au derrière de ses genoux.  Dans son rêve, la jeune femme lui faisait signe avant de s'évaporer dans la nature. Son amour pour elle grandissait à mesure qu'il rêvait d'elle mais, ne la trouvait pas, alors il tomba malade tellement cet amour impossible lui faisait mal. Un jour, il était tellement malade qu'il décida d'arrêter ses recherches. Ce qu'il ne savait pas c'est que les Rois des Tuatha dé Danann décidèrent de l'aider et après trois ans de recherches dans tous les pays, ils la trouvèrent finalement près d'un lac. Les Rois décidèrent alors d'envoyer un messager à Aengus pour lui indiquer où la jeune femme vivait.  Aengus fut tellement heureux qu'il regagna son esprit et sa vitalité et il décida d'aller la trouver.  Ethal, le père, refuse de lui donner la main de sa fille, disant que Caer est plus puissante qu'Aengus, et que celui-ci devra la conquérir sans aucune aide.  Aengus réussit à le forcer à lui dire où elle se cachait. En fait, Caer se transformait en cygne le jour et redevenait une femme la nuit. Le jour de Samain, prenant lui aussi l’apparence d’un cygne, il se rend au lac de la gueule du dragon. Il la reconnait et prend sa main.  Caer promet à Aengus de s'unir à lui s'il accepte de la laisser retourner au lac. Ils s'embrassent et s'endorment sous la forme de deux cygnes, et volent ensuite trois fois autour du lac. Ainsi, Aengus tint sa parole, et Caer resta avec lui. 
Il convient de noter que, dans la mythologie celtique, c’est généralement sous l’apparence de cygnes que les Bansidh (messagères des dieux qui résident dans l’Autre Monde celtique, le sidh) se déplacent dans le monde des humains. Elles y viennent parfois inviter un héros à goûter les délices de leur résidence.